# Иван Франко (фильм)
«Иван Франко» — советский биографический фильм об общественной и литературной деятельности украинского писателя Ивана Франко, поставленный в 1956 году режиссёром Тимофеем Левчуком на Киевской студии художественных фильмов.

## Сюжет
Иван Франко становится жертвой Габсбургского режима за свои стихи, литературную и общественную деятельность. Время между свободой и заключением он тратит на работу в газете, просвещение крестьян.

## В ролях
- Сергей Бондарчук — Иван Франко
- Лилия Гриценко — Ольга, жена Ивана Франко
- Ирина Скобцева — Людовика Шанкевич
- Ярослав Геляс — Михайло Павлык
- Елена Лицканович — Анна Павлык
- Владимир Балашов — Генрик
- Михаил Романов — Михаил Коцюбинский
- Лев Снежницкий — Николай Лысенко
- Иван Матвеев — Михаил Старицкий
- Георгий Бабенко — Гоголинский
- Леонид Пархоменко — Михайло Гринчук
- Павел Шпрингфельд — Гжибович
- Иван Переверзев — митрополит
- Дмитрий Милютенко — наместник Галиции

### В эпизодах
- Игорь Ветров
- Аркадий Гашинский
- Пётр Мухин
- Сергей Петров
- Александр Подорожный
- Василий Симчич — Терлецкий
- Николай Гладков — пан Топиковский
- Фёдор Радчук

## Съёмочная группа
- Автор сценария: Леонид Смилянский
- Режиссёр-постановщик: Тимофей Левчук
- Оператор-постановщик: Николай Кульчицкий
- Художник-постановщик: Виктор Мигулько
- Композиторы:
  - Николай Колесса
  - Борис Лятошинский
- Оркестр министерства культуры УССР
  - Диригент П. Поляков
- Директор фильма: Семен Бабанов